# Операция «Дипломное мошенничество»
Опера́ция «Дипло́мное моше́нничество» (англ. Operation Diploma Scam) — серия расследований, проведённых в США в 1980—1991 годах Федеральным бюро расследований, Счётной палатой, Комитетом Палаты представителей США по образованию и трудовым ресурсам, а также другими правительственными агентствами. Эти расследования повлекли за собой вынесение более чем 20 судебных приговоров и закрытие 39 фабрик дипломов.

## История
Операция началась в 1980 году с расследования ФБР в Юго-Восточном университете (англ. Southeastern University) в Гринвилле, штата Южная Каролина, и превратилась в многочисленные расследования по всей территории Соединённых Штатов и за рубежом. Во время проведения операции было приобретено 40 дипломов, выдано 16 ордеров на обыск, закрыто 40 образовательных учреждений, вынесено более 20 приговоров. В общей сложности было выявлено более 12500 «выпускников» этих учебных заведений, которыми оказались в том числе государственные служащие как федерального уровня, так и уровней штатов и округов. Из изъятых документов образовательных учреждений стало известно, что многие из «выпускников» работали в правоохранительных органах, предпринимательской сфере и в областях образования и медицины.
Каждое расследование имело свои особенности, так как в одних случаях речь шла об одном человеке, в то время как в других случаях фигурантами выступал многочисленный персонал. В ряде дел ФБР объединило свои усилия со Службой почтового контроля США и Налоговым управлением США для рассмотрения почтовых и налоговых аспектов следствия.
Итоги этих расследований неоднократно становились предметом парламентских слушаний в комитетах Конгресса США. Например, с подачи сенатора Клода Пеппера 12 ноября 1985 года слушания под названием «Мошеннические полномочия» (англ. Fraudulent Credentials) проходили в Подкомитете по жилищным вопросам и интересам потребителей Отдельного комитета по старению, куда из федеральной тюрьмы федеральными маршалами был доставлен ответчик для дачи показаний. Ранее этот человек основал Юго-Западный университет в Тусоне (штат Аризона) и Колумбусе (штат Огайо), где сумел собрать более $ 2 млн. Перед этими слушаниями следователи комитета приобрели диплом доктора философии на имя сенатора Пеппера, который потом называл себя в шутку «доктор Пеппер», намекая на название прохладительного напитка Dr. Pepper.
Другие парламентские слушания «Мнимые степени и неоправдавшиеся надежды: идут ли деньги налогоплательщиков на поддержание фабрик дипломов» (англ. Bogus Degrees and Unmet Expectations: Are taxpayer dollars subsidizing Diploma Mills) прошли в мае 2004 года по инициативе членов комитета Конгресса США по делам правительства — сенатора Сьюзан Коллинз и конгрессмена Томаса Дэвиса. Для этого комитета следователи Счётной палаты США провели расследование в нескольких учебных заведениях и даже приобрели несколько дипломов Лексингтонского университета (англ. Lexington University) для сенатора Коллинз. По меньшей мере один раз следователь комитета регистрировался в качестве учащегося одного из этих заведений, некоторые записанные телефонные разговоры с его участием воспроизводились во время слушаний.
В сентябре 2004 года по инициативе сенатора Бака Маккеона слушания «Способны ли текущие меры безопасности защитить налогоплательщиков от фабрик дипломов» (англ. Are Current Safeguards Protecting Taxpayers Against Diploma Mills) прошли в подкомитете по конкурентоспособности XXI века комитета по образованию и трудовым ресурсам.